# Championnat de la CONMEBOL de football des moins de 15 ans
Le Championnat de la CONMEBOL de football des moins de 15 ans ou Campeonato Sudamericano de Fútbol Sub-15 est une compétition de football ayant lieu en Amérique du Sud (CONMEBOL), tous les deux ans, pour les équipes sud-américaines des moins de 15 ans.

## Palmarès
| N°  | Édition | Nation hôte | Vainqueur     | Finaliste | Troisième place    | Quatrième place    |
| --- | ------- | ----------- | ------------- | --------- | ------------------ | ------------------ |
| 1re | 2004    | Paraguay    | Paraguay      | Colombie  | Argentine, Uruguay | Argentine, Uruguay |
| 2e  | 2005    | Bolivie     | Brésil        | Argentine | Paraguay           | Bolivie            |
| 3e  | 2007    | Brésil      | Brésil        | Uruguay   | Argentine          | Chili              |
| 4e  | 2009    | Bolivie     | Paraguay (2)  | Brésil    | Équateur           | Uruguay            |
| 5e  | 2011    | Uruguay     | Brésil        | Colombie  | Argentine          | Uruguay            |
| 6e  | 2013    | Bolivie     | Pérou (1)     | Colombie  | Argentine          | Chili              |
| 7e  | 2015    | Colombie    | Brésil        | Uruguay   | Argentine          | Équateur           |
| 8e  | 2017    | Argentine   | Argentine (1) | Brésil    | Paraguay           | Pérou              |
| 9e  | 2019    | Paraguay    | Brésil (5)    | Argentine | Paraguay           | Colombie           |
| 10e | 2023    | Bolivie     |               |           |                    |                    |